# Peracle diversa
Peracle diversa is een slakkensoort uit de familie van de Peraclidae. De wetenschappelijke naam van de soort is voor het eerst geldig gepubliceerd in 1875 door Monterosato.